# Polyommatus uranites
Polyommatus uranites är en fjärilsart som beskrevs av Edward Meyrick 1888. Polyommatus uranites ingår i släktet Polyommatus och familjen juvelvingar. Inga underarter finns listade i Catalogue of Life.